# Station Essen (Oldb)
Station Essen (Oldb) (Bahnhof Essen (Oldb)) is een spoorwegstation in de Duitse plaats Essen, in de deelstaat Nedersaksen. Het station ligt aan de spoorlijn Oldenburg - Osnabrück. De spoorlijn naar Meppen is tegenwoordig een museumlijn. Het station telt twee perronsporen aan één eilandperron. Op het station stoppen alleen treinen van de NordWestBahn.

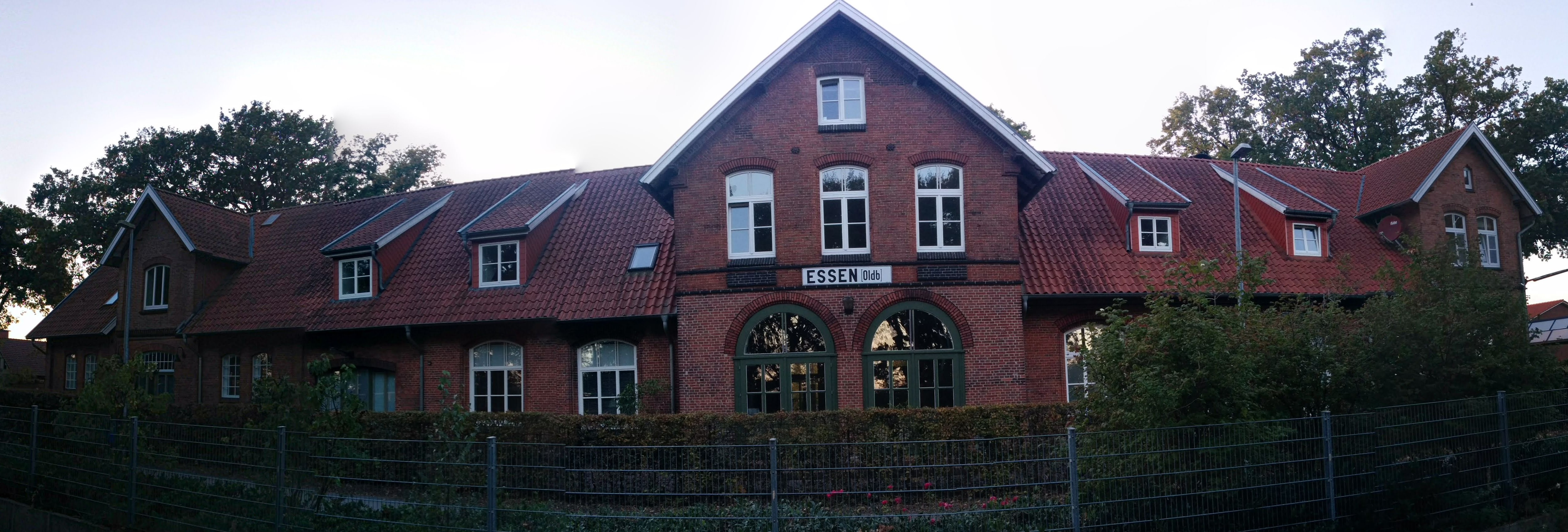
Stationsgebouw gezien vanuit het oosten

## Treinverbindingen
De volgende treinserie doet station Essen (Oldb) aan:
| Serie | Treinsoort                      | Route                                                                                            | Bijzonderheden |
| ----- | ------------------------------- | ------------------------------------------------------------------------------------------------ | -------------- |
| RE 18 | Regional-Express (NordWestBahn) | Wilhelmshaven Hbf – Oldenburg (Oldb) Hbf – Cloppenburg – Essen (Oldb) – Bramsche – Osnabrück Hbf |                |